# Atmosfera de Marte
Marte é o quarto planeta a partir do Sol, e possui uma atmosfera muito diferente da atmosfera terrestre. Tem havido muito interesse  no estudo de sua composição desde a recente detecção de pequenas quantidades de metano, que poderia indicar alguma forma de vida em Marte.
A atmosfera marciana é rarefeita, e a pressão atmosférica na superfície varia de 30 Pa (0,03 kPa) no pico do Olympus Mons para mais de 1 155 Pa (1,155 kPa) nas depressões de Hellas Planitia, com uma pressão média na superfície de 600 Pa (0,6 kPa), comparado à pressão terrestre de 101,3 kPa. A atmosfera de Marte consiste em 95% de dióxido de carbono, 3% nitrogênio, 1,6% argônio, e ainda traços de oxigênio, água, e metano. A atmosfera de Marte é bastante empoeirada, dando ao céu marciano uma cor amarelada quando vista da superfície; dados da Mars Exploration Rovers indicam que partículas suspensas possuem aproximadamente 1,5 micrômetros.

## Estrutura
A atmosfera de marte é composta das seguintes divisões:
- Baixa atmosfera: É a mais aquecida afetada pelo aquecimento da poeira suspensa e do solo.

- Média atmosfera: Marte possui um jet stream que flui nessa região.

- Atmosfera superior, ou termosfera: Essa região apresenta temperaturas muito altas causadas pelo aquecimento do Sol. Nesse nível, os gases começam a se separar entre si ao invés de se fundirem, tal como ocorre na baixa atmosfera.
- Exosfera: 200 km e acima. Essa região é onde se delimita os últimos vestígios da atmosfera e o espaço. Não há nenhum limite claro devido ao gás ser extremamente rarefeito, o que torna a definição de onde a atmosfera termina bastante difícil.

## Composição

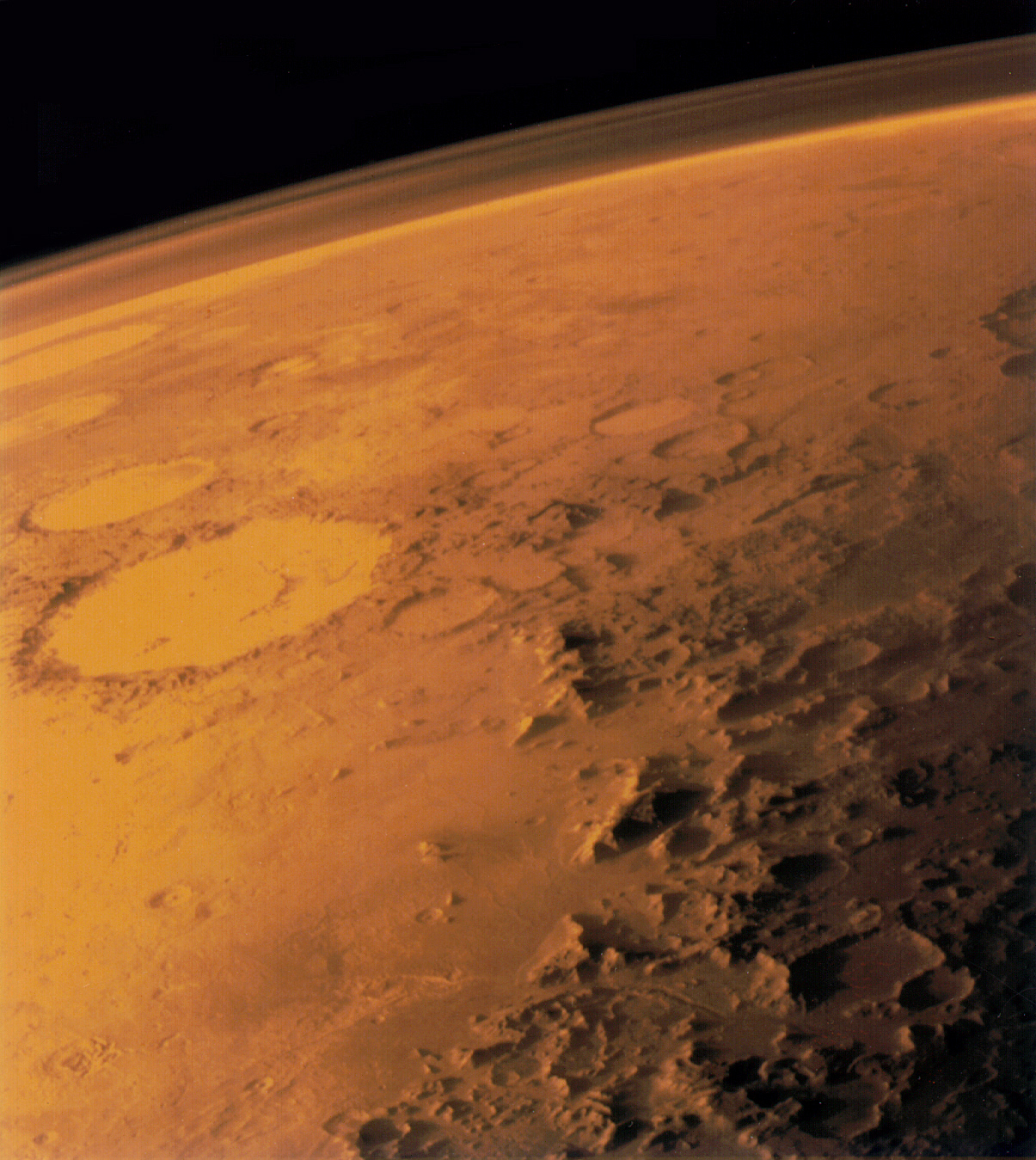
A fina atmosfera de Marte, visível do horizonte nesse imagem obtida na baixa órbita.

### Dióxido de carbono
O principal componente da atmosfera de Marte é o dióxido de carbono (CO2). Durante o inverno marciano os pólos entram em um período de escuridão contínua, o que resfria a superfície de tal forma que 25% do CO2 atmosférico se condensa em dióxido de carbono sólido (gelo seco)  formando uma capa de gelo nos pólos. Quando os pólos são expostos novamente à luz solar, durante o verão marciano, o CO2 congelado sublima, voltando à atmosfera.  Esse processo leva a uma grande variação da pressão e composição atmosférica ao redor dos pólos marcianos.

### Argônio
A atmosfera de Marte é consideravelmente enriquecida de gases nobres, especialmente o argônio em comparação às outras atmosferas de outros planetas do sistema solar. Diferente do dióxido de carbono, o argônio não se condensa, assim sendo a quantidade total de argônio na atmosfera é constante. No entanto, as concentrações locais podem variar devido ao fluxo de dióxido de carbono de um lugar a outro. Recentes dados de satélite mostram um aumento do argônio atmosférico sobre o polo sul no outono, que se dissipa na primavera seguinte.

### Água
Outros aspectos da atmosfera marciana variam significativamente. Com a sublimação do gás carbônico durante o verão marciano, rajadas de ventos espalham o gás para além dos pólos a uma velocidade de aproximadamente 250 a 400 km/h. Essas tempestades sazonais transportam grandes quantidades de  poeira e vapor de água originando névoas e nuvens cirrus parecidas com as da Terra. Essas nuvens de água congelada foram fotografadas pela Opportunity em 2004.

### Metano

Cirrus no céu marciano

Traços de metano, a um nível de algumas partes por bilhão, foram inicialmente descobertos por uma equipe do NASA Goddard Space Flight Center em 2003. Em março de 2004 a Mars Express Orbiter e observações do Canada-France-Hawaii Telescope também sugeriram a presença de metano na atmosfera marciana, com uma concentração de aproximadamente 10 ppb por volume. A presença de metano em Marte é intrigante, visto que é um gás instável, supõe se que deve haver (ou deve ter havido ha alguns milhares de anos) uma fonte desse gás no planeta. É estimado que o planeta produza uma quantidade de 150 ton/ano de metano. Atividade vulcânica, impacto de cometas, e a existência de vida microbiana tais como metanógenos estão entre as possíveis fontes de metano, mas ainda não foram comprovadas. O metano parece ocorrer em partes do planeta, o que sugere que esse gás é rapidamente quebrado antes de se espalhar uniformemente pela atmosfera, então também é presumível que o metano vem sendo lançado continuamente na atmosfera. Atualmente planejam–se pesquisas para identificar gases que acompanham o metano que podem sugerir quais são as fontes mais prováveis; na Terra, o metano biológico liberado pelos oceanos tende a vir acompanhado pelo etano, enquanto o vulcânico é acompanhado pelo dióxido de enxofre.
Foi comprovado recentemente que o metano poderia ser produzido por processos não-biológicos envolvendo água, dióxido de carbono, e o mineral olivina, que é comum em Marte.  As condições necessárias para essa reação (e.x. temperatura e pressão) não existem na superfície, mas provavelmente existem na crosta. Para provar que esse processo estaria acontecendo, serpentina, um mineral produzido nesse processo seria detectado.
Análises da ESA revelaram que a presença de metano na atmosfera marciana não é homogênea, geralmente coincidindo com a presença de vapor d'água. Na atmosfera superior esses gases estão uniformemente distribuídos, mas próximos à superfície eles se concentram em três regiões, Arabia Terra, Elysium Planitia, e Arcadia Memnonia. O cientista planetário David H. Grinspoon (Southwest Research Institute) supõe que a coincidência de vapor d’água e metano aumenta as chances de uma fonte biológica, mas isso implica explicar como a vida poderia sobreviver em um planeta tão inóspito quanto Marte. Por último, para provar a natureza orgânica do metano marciano, será necessário o envio de uma futura sonda ou robô portando um espectrômetro para mensurar massa atômica, pois as proporções isotópicas de C12 a C14 podem claramente distinguir entre orgânica ou inorgânica como sendo a natureza da origem do metano marciano.

## Potencial de utilização pelos humanos
A atmosfera de Marte é um recurso de composição conhecida disponível em todos os locais do planeta. Por essa razão tem sido proposto que uma futura exploração humana no planeta poderia usar o dióxido de carbono da atmosfera como matéria-prima para a fabricação de combustível para o retorno da missão. Pesquisas para viabilizar tal missão que propõem esse uso da atmosfera marciana incluem o Mars Direct proposto pelo cientista Robert Zubrin e pelo estudo Design reference mission da NASA. As duas principais alternativas para a utilização do dióxido de carbono são a reação de Sabatier, que converte dióxido de carbono atmosférico junto a hidrogênio adicional para produzir metano e oxigênio, e a eletrólise, usando um eletrólito de zircônio para separar o dióxido de carbono em oxigênio e monóxido de carbono.
No entanto, para que a futura colonização de Marte seja viável, seria preciso que houvesse uma quantidade muito maior de gás estufa na atmosfera para manter o clima aquecido. Usar a atmosfera de Marte como um recurso a ser consumido sem nenhuma intenção de renová-la é algo duvidoso. (ver terraformação)